# Gorges de Thurignin
Les gorges du Thurignin sont un canyon de France creusé par le Séran, près du hameau de Thurignin sur la commune de Belmont-Luthézieu. Elles consistent en une succession de marmites du diable.